# Bratislava I
Bratislava I er et distrikt i byen Bratislava. Det er identisk med boroughet Staré Mesto, der er byens gamle bydel. Det er fuldstændig omringet af de øvrige Bratislava-distrikter: Bratislava II, Bratislava III, Bratislava IV og Bratislava V. Indtil 1918 var det en del af det ungarske amt Pozsony.
48°08′55″N 17°06′07″Ø / 48.1486°N 17.1019°Ø